# Col McClure
Pour les articles homonymes, voir McClure.
 (juillet 2019).
Le col McClure, en anglais McClure Pass, est un col des montagnes Rocheuses, dans l'État américain du Colorado. Il est situé à une altitude de 2 671 m à la limite des comtés de Gunnison et de Pitkin.